# Elisaweta Bagriana
Elisaweta Bagriana, właśc. Elisaweta Liubomirowa Bełczewa (ur. 17 kwietnia 1893 w Sofii, zm. 23 marca 1991 w Sofii) – poetka bułgarska.

## Życiorys
Zadebiutowała w 1915 publikując w prasie dwa wiersze, znaczną popularność zyskała jednak dopiero po zakończeniu I wojny światowej proponując poezję nowatorską, witalną i pełną życia, zrywającą z dotychczasowymi schematami i obrazami symbolistów. Twórczość Bagriany jest zróżnicowana i bogata formalnie. W pierwszych tomikach dominowała tematyka kobiecego przeżywania świata, by w późniejszym okresie twórczości przejść do ogólnoludzkich uogólnień i spostrzeżeń związanych z ludzką kondycją i miejscem człowieka w świecie.
Tworzyła liryki miłosne i refleksyjne, wyrażające zachwyt nad życiem, fascynację, tradycję ludową i narodową oraz niepokój moralny o miejsce człowieka w nowoczesnym społeczeństwie.
W przekładzie na język polski ukazał się wybór wierszy Bagriany, wydany w tomiku Poezje w wyborze Jana Śpiewaka, Warszawa 1961. Przekłady pojedynczych wierszy ukazywały się także w licznych antologiach i wyborach poezji bułgarskiej.
Zbiory poezji: Wecznata i swiatata (1927), Zwezda na moriaka (1932), Serce czoweszko (1936), Pet zwezdi (1953), Ot briag do briag (1963), Kontrapunkti (1972). Polski wybór Poezje (1961), przekłady w antologii Ziemia gorąca (1968).